# John Tansey
John Tansey (New York, 8 ottobre 1901 – Hollywood, 28 aprile 1971) è stato un attore, regista e sceneggiatore statunitense, attivo come attore bambino nel cinema muto e nel teatro dal 1908 al 1911 (tra i 7 e 10 anni d'età), e poi ancora da adolescente e in età adulta tra il 1915 e il 1932.

## Biografia
Figlio dell'attrice Emma Tansey e fratello del regista Robert Emmett Tansey e dell'attore James Sheridan, fu uno dei primi attori bambini del cinema statunitense, in un'epoca in cui i ruoli di bambino erano ancora generalmente interpretati da giovani attrici. Esordì nel 1908 diretto da David W. Griffith per cui girò i suoi primi sette film, dal 1908 al 1910. Fu molto attivo in quegli stessi anni anche in teatro, a Broadway, dove dal 1908 al 1911 partecipò a ben otto produzioni.
Dopo una pausa, durata cinque anni, tornò a recitare da adolescente nel 1915-18 e quindi dopo un'altra lunga pausa di nuovo da giovane attore nel 1925, prendendo parte, fino al 1932, ad altri film, ma senza ripetere il successo avuto da bambino. Negli ultimi anni di attività nel mondo del cinema, fu anche regista di tre pellicole, sceneggiatore e produttore.
Muore a Hollywood nel 1971 all'età di 69 anni.

## Riconoscimenti
- Young Hollywood Hall of Fame (1908-1919)

## Filmografia
La filmografia è completa. Quando manca il nome del regista, questo non viene riportato nei titoli.

### Attore
- The Red Man and the Child, regia di David W. Griffith - cortometraggio (1908)
- And a Little Child Shall Lead Them, regia di David W. Griffith - cortometraggio (1908)
- The Seventh Day, regia di David W. Griffith - cortometraggio (1909)
- A Trap for Santa Claus, regia di David W. Griffith - cortometraggio (1909)
- The Gold Seekers, regia di David W. Griffith - cortometraggio (1910)
- The Sorrows of the Unfaithful, regia di David W. Griffith - cortometraggio (1910)
- In Life's Cycle, regia di David W. Griffith - cortometraggio (1910)
- The Lady of Dreams, regia di George Morrissey - cortometraggio (1915)
- Black Fear, regia di John W. Noble (1915)
- The New South, regia di Robert Thornby (1916)
- Knights of the Square Table, regia di Alan Crosland  (1917)
- Barnaby Lee, regia di Edward H. Griffith  (1917)
- The Heart of a Girl, regia di John G. Adolfi  (1918)
- Little Miss Hoover, regia di John S. Robertson (1918)
- Trouping with Ellen, regia di T. Hayes Hunter  (1924)
- Big Stunt, regia di Charles R. Seeling  (1925)
- Have a Heart, regia di Albert Ray - cortometraggio (1928)
- The Sky Rider, regia di Alan James  (1928)
- Silent Sentinel, regia di Alan James (1929)
- Riders of the Rio, regia di Robert Emmett Tansey (1930)
- The Galloping Kid, regia di Robert Emmett Tansey (1932)

### Sceneggiatore
- Wild and Wooly, regia di John Tansey (1924)
- Mine Your Business!, regia di John Tansey (1927)
- Romance of the West, regia di John Tansey (1930)

### Regista
- Wild and Wooly (1924)
- Mine Your Business! (1927)
- Romance of the West (1930)

### Produttore
- Riders of the Rio, regia di Robert Emmett Tansey (1930)
- The Galloping Kid, regia di Robert Emmett Tansey (1932)

### Montatore
- Romance of the West, regia di John Tansey (1930)

## Teatro
- The Traveling Salesman (Liberty Theatre, Broadway, 1908; Gaiety Theatre, Broadway, 1908-09) - 280 rappresentazioni
- This Woman and This Man (Maxine Elliott's Theatre, Broadway, 1909) - 24 rappresentazioni
- Strife (New Theatre, Broadway, 1909)
- Liz the Mother (New Theatre, Broadway, 1910)
- Sister Beatrice (New Theatre, Broadway, 1910)
- The Winter's Tale (New Theatre, Broadway, 1910)
- The Merry Wives of Windsor (New Theatre, Broadway, 1910)
- The Piper (New Theatre, Broadway, 1911)